# 李文欣
李文欣（英語：Yoyo Li Man Yan，1988年4月10日—），香港新聞從業員，曾任無綫新聞台首席主播及有線新聞台副總主播。

## 簡歷
李文欣早年就讀聖母玫瑰書院。2012年於香港樹仁大學新聞與傳播學系畢業，正式投身新聞界，加入澳亞衛視擔任駐香港記者，2014年亞洲電視擔任粵語新聞記者和主播，2015年3月離職後，同年3月轉職至無綫電視。她亦是無綫新聞節目《武測天》的主持。
2018年2月26日起，她成為《香港早晨》及《天氣報告》的恆常主播，接替已離職無線新聞台的主播羅鈺文。2020年1月起擔任首席主播。
2021年12月6日，李文欣於工作完結後正式離開無綫電視新聞部，結束六年與無綫新聞之賓主關係，而《香港早晨》由麥詩敏接棒，並由賴君蕊和周可茵替更。
2022年1月加入香港有線電視，擔任有線新聞台副總主播。
2022年2月，她確診了新冠肺炎，感染omicon變異病毒株。
2022年10月，離開任職不足一年的有線新聞。
2023年4月，移居加拿大溫哥華，並加入當地電視台OMNI_NEWS。